# Muscari sandrasicum
Muscari sandrasicum là một loài thực vật có hoa trong họ Măng tây. Loài này được Karlén mô tả khoa học đầu tiên năm 1987.